# Alias

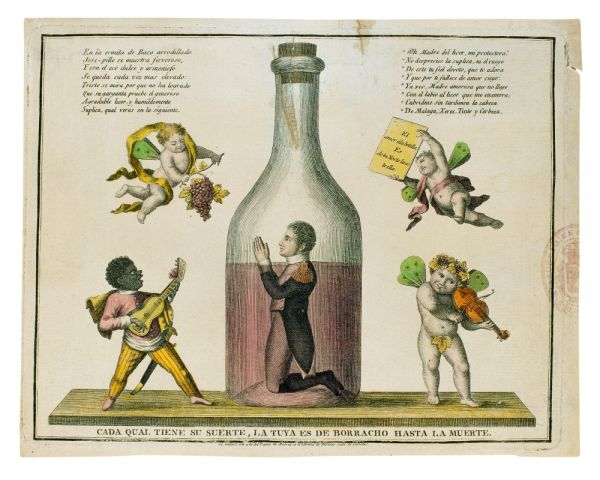
Caricatura de Jose I Bonaparte, nombrado rey de España por su hermano Napoleón durante la ocupación francesa de España (1808-1814). Recibió el apodo despectivo de Pepe Botella entre el pueblo, por una supuesta adicción a la bebida unida a un pésimo apoyo popular.

Un alias (del latín alias, ‘de otro modo’, también llamado apodo, seudónimo, pseudónimo o sobrenombre) es una denominación de persona usada como alternativa a su nombre, al que puede acompañar o reemplazar, pudiendo aplicarse genéricamente a un nombre de pila propio. Suele emplearse con fines de encubrimiento, identificativos, estéticos, afectivos, despectivos, políticos, de humor o de otro tipo, y muchas veces alude a una característica de su físico o de su personalidad, como una afición (véase más abajo Tipos de alias). Si se trata de un escritor, suele utilizarse más la denominación «nombre de pluma».
En informática, también se utilizan alias para identificar a la persona que está accediendo a un servicio multiusuario, lo que resulta más práctico para identificar a la persona, en lugar de la codificación técnica equivalente, como una dirección IP, por ejemplo. En estos casos suele emplearse el anglicismo nick (acortamiento de nickname, en inglés), aunque actualmente no está admitido por la RAE. De igual forma, ciertos comandos empleados en una ventana terminal que pueden ser muy largos y repetitivos utilizan alias a nivel de sistema operativo (pueden configurarse programas como Git, para ello).

## Etimología
- Los cultismos provienen de una acepción referida a la sustitución y falsedad de un nombre:
  - El vocablo alias proviene del latín[2] «otro». Está relacionado con la frase latina alia nomine cognitu, que significa 'conocido por otro nombre como'.
  - El término seudónimo o pseudónimo proviene del griego ψευδώ (/pseudo/, prefijo que significa «falso») y νυμος (/neimos/, «nombre»).[3][4]
- La grafía apodo procede del latín tardío apputāre, derivado de putāre «juzgar», aludiendo a la connotación peyorativa con que empezó a utilizarse en la lengua actual, hoy más en desuso.[5]

## Seudónimos
A lo largo de la historia, tanto escritores como periodistas y otros artistas han usado seudónimos o nombres de pluma para ocultar su verdadera identidad ante un posible problema. Entre los motivos para el empleo de un seudónimo están la búsqueda de originalidad, la simplificación de nombres extranjeros o de difícil pronunciación, el temor al escándalo o la persecución política o religiosa. Como ejemplo de esto último está Mariano José de Larra, quien escribió para la revista El pobrecito hablador bajo el seudónimo de Juan Pérez de Munguía. Algunas escritoras también han optado por un seudónimo, particularmente masculino, con el fin de sortear prejuicios en ese sentido. Tales fueron los casos de George Eliot, George Sand y J. K. Rowling.
Muchos artistas y deportistas cuyos apellidos son comunes o mayoritarios creen necesitar un apodo que les permita destacar y ser recordados fácilmente por el público. Tal es el ejemplo de Mark Twain.[cita requerida]

### Nombre de guerra
El apodo o nom de guerre (en español, nombre de guerra) fue usado frecuentemente por miembros de la Legión Extranjera Francesa y de la Resistencia francesa durante la Segunda Guerra Mundial como una forma de desprendimiento de sus vidas pasadas. Este tipo de seudónimo suele ser adoptado por tropas irregulares de resistencia o por miembros de organizaciones criminales para esconder sus identidades y proteger a sus familiares de posibles represalias.

## Tipos de alias

### Personales
Un alias puede relacionarse directamente con el nombre de pila de una persona.
El alias de una persona puede tener un origen no trazable. Por ejemplo, una persona llamada Juan puede tener el alias de Fred sin razón aparente, o una persona que se llame igual que sus parientes puede solicitar a sus conocidos que le llamen Chip para evitar confusiones o también por su apellido.
Existen alias compartidos, como el caso de hermanos, que comparten un sobrenombre y se le agrega un segundo alias distintivo, como Tuto Grande para el hermano mayor y Tuto Chico para el hermano menor, y en conjunto son los Tutos.

### Por origen
Puede relacionarse, despectivamente o no, con la nacionalidad de una persona o lugar de origen; por ejemplo: americano, norteamericano, gringo: estadounidense (en Estados Unidos; es decir, ellos mismos).

### Por características físicas
Es cuando se hace referencia a las características físicas de una persona. Por ejemplo, cojo (persona con problemas para caminar).
Al contrario, puede ser utilizado de forma irónica. Por ejemplo, Flaco para alguien con sobrepeso.

### Comparativos
Puede comparar a la persona con otra, por ejemplo, Napoleón, Clinton, Bush o Reagan.

### Exclusivos
El alias de una persona famosa puede ser único para ella. Es el caso de El Greco, como se conoce a Doménikos Theotokópoulos, o El Manco de Lepanto, alias de Miguel de Cervantes.

### Sitios geográficos
Igualmente suelen especificarse alias para identificar algún lugar geográfico, bien sea una ciudad, un país, una isla, entre otros. Por ejemplo: La ciudad luz en referencia a París (Francia), El país del sol naciente a Japón o Borinquen a Puerto Rico.
En el caso de ciudades, ejemplos tales como La Sultana del Norte (Monterrey), Puerta de Oro (Barranquilla) o Ciudad de la Amistad (Chiclayo).
Este fenómeno en este caso se conoce como antonomasia.

### Idiomas
También existen alias para determinados idiomas, asociados generalmente a algún destacado representante de ese idioma; por ejemplo: El idioma de Camões: el portugués; El idioma de Cervantes: el español; El idioma de Dante: el italiano; El idioma de Goethe: el alemán; El idioma de Shakespeare: el inglés.